# Renato Guarini
Renato Guarini (Napoli, 16 marzo 1932) è uno statistico italiano.

## Biografia
Laureato in Scienze Matematiche presso l'Università degli Studi di Napoli nel 1954, è stato Rettore dell'Università La Sapienza di Roma dal 2004 al 2008; ha inoltre svolto il ruolo di professore emerito di Statistica Economica presso la stessa università dal 1976. È stato presidente della Fondazione Roma Sapienza fino al 2015. È stato Preside della Facoltà di Scienze Statistiche della Sapienza Università di Roma dal 1995 al 2005, Pro-Rettore della Sapienza Università di Roma dal 1997 al 2004. È membro dell'Accademia dei Lincei e dell'Accademia Bonifaciana di Anagni dal 20 aprile 2005.

## Attività istituzionali
- È stato membro della Commissione per la Garanzia dell'Informazione Statistica presso la Presidenza del Consiglio dei ministri.
- È stato membro del Comitato di Consulenza Scientifica del Consiglio Nazionale delle Ricerche.
- È stato membro dei gruppi di lavoro del Ministero dell'università e della ricerca per i “decreti d'area”.
- È stato membro della Commissione per la Riforma del Sistema Statistico Nazionale che ha preparato il D.L. 322/89.
- È presidente del Consiglio Scientifico della Fondazione Roma Sapienza.